# Ogchul
Ogchul (in aleutino Uxchalux) è un'isola del gruppo delle Fox nell'arcipelago delle Aleutine orientali e appartiene all'Alaska (USA). Si trova circa 7 km a sud-est di Amos Bay sulla costa meridionale di Umnak.